# پارک ساحلی اودایبا
پارک ساحلی اودایبا (به ژاپنی: お台場海浜公園) یکی از پارک‌های واقع در منطقهٔ میناتو در توکیو پایتخت ژاپن است. این پارک به پارک دایبا و پارک شیئوکازه اتصال دارد. مجسمه آزادی توکیو که نمونهٔ کوچکتری از مجسمهٔ آزادی موجود در نیویورک است، در این پارک قرار دارد. بخاطر مناظر زیبای چراغ‌های نئون در اودایبا این پارک در شب نیز بسیار بازدیدکننده دارد.

## رسیدن به پارک
- خط یوریکامومه، ایستگاه اودایبا-کائیهین-کوئن U-06  از این ایستگاه پیاده تا پارک ۳ دقیقه راه است.